# 恩斯特·奥托·贝克曼
恩斯特·奥托·贝克曼（德語：Ernst Otto Beckmann，1853年7月4日—1923年7月13日）是一名德国化学家，主要成就包括发明贝克曼温度计和发现贝克曼重排反应。

## 生平
1853年7月4日，恩斯特·奥托·贝克曼出生于德国索林根，父亲是一名工厂主约翰内斯·弗雷德里希·威廉·贝克曼。老贝克曼拥有一家生产矿物染料、颜料、磨料磨具、抛光材料的工厂，在那里年幼的贝克曼最早接触了化学实验。1870年，在他的父亲的劝说下，贝克曼决定学习药剂学而不是化学，于是他来到埃尔伯费尔德成为了一名学徒。由于不习惯那里的工作环境，贝克曼不久返回家乡。但当被告知如果没有药店学徒的经历就很难成为一名化学家时，他回到了埃尔伯费尔德继续他的工作。他也在莱比锡、科隆、巴特阿罗尔森做过学徒。
为了提高理论水平，1874年贝克曼进入威斯巴登的学校就读，次年进入莱比锡大学。在莱比锡，贝克曼接触到著名化学家赫尔曼·科尔贝。1877年贝克曼完成他的药剂学学业。随后，他与科尔贝和他的助手，恩斯特·冯·迈耶开始研究二烷基硫醚的氧化物。因为这项研究贝克曼1878年7月获得了博士学位。

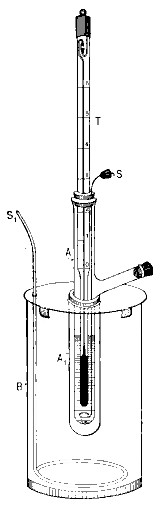
贝克曼凝固点测量器与贝克曼温度计

服了一年义务兵役之后，贝克曼进入不伦瑞克工业大学跟随罗伯特·奥托学习毒物学，并于1882年获得德语国家教授资格。他回到莱比锡，希望作为讲师与科尔贝一同工作，但在不伦瑞克工业大学获得的教授资格并不足以使他获得这一职位，他需要一所在文史类大学获得的教授资格，并且需要通过拉丁文测试。于是贝克曼参加并通过了拉丁文、希腊文与历史等科目的考试并于1883年回到莱比锡工作。科尔贝于1883年去世，接替他的是他的反对者威利森努斯。然而这并没有损害贝克曼的研究工作，两名化学家最后成为了朋友。
贝克曼试图使用一个已知的反应鉴别醛和酮。这一反应是用羟胺与二苯甲酮反应生成肟，再用五氯化磷处理肟使之生成已被奥托·瓦拉赫给出方法鉴定的物质。现在这一反应被称为贝克曼重排反应。
1887年，威廉·奥斯特瓦尔德来到莱比锡。作为威廉·奥斯特瓦尔德的助手，贝克曼的工作重点开始转向物理化学。贝克曼通过测量沸点升高和凝固点降低测量了一些物质的相对分子质量。这些测量需要精确测定温差，而不是绝对值，为此贝克曼发明了贝克曼温度计。他还大幅改进了拉乌尔的方法，之后他的方法成为化学实验中的标准方法，直到20世纪末期这些依赖于溶液依数性的方法因更精确的电子仪器的应用而被淘汰。
也就是在这一时期，贝克曼与奥斯特瓦尔德在莱比锡发现了钠和二苯甲酮在无水醚溶剂中反应生成蓝色溶液，现在知道是由于羰自由基的生成。这一反应至今仍被用于检验溶剂中是否含水。
贝克曼离开莱比锡大学进入吉森大学工作了一年，之后进入埃尔朗根-纽伦堡大学担任教授。但在1897年，他第三次回到莱比锡大学，担任应用化学实验室的主管。1912年4月1日，他来到柏林领导新组建的德皇威廉学会，直到1921年10月从该机构退休。他被允许使用该机构的图书馆，并继续他的贝克曼重排反应与溶液物理性质的研究。

## 私人生活
1887年3月20日，贝克曼与贝莎·欧尔特结婚，婚后育有1女2子。
第一次世界大战中，贝克曼探究了羽扇豆被用作饲料的可行性。他通过尝羽扇豆浸出液的味道来判断其中的毒素是否已被完全萃取。据推测这种研究损害了他的健康，因为他最后是因为健康原因从学会退休。
1923年6月12日贝克曼死于柏林，死后被葬在达勒姆。

## 拓展阅读
- Oesper, R. E. . 化学教育学报. 1944, 21: 470 – 475.
- Beckmann, E. . Ber. 1886, 19: 988 – 993. doi:10.1002/cber.188601901222.